# 만음현하로
만음현하로(Maneumhyeonha-ro)는 경상북도 안동시 길안면 만음리 동안동 나들목과 임하면 오대리 오대 교차로를 잇는 경상북도의 도로이다.

## 연혁
- 2018년 6월 8일 : 기계 ~ 안동간 도로 4공구(안동시 길안면 천지리 ~ 임하면 오대리) 3.63km 구간 확장 개통[1], 기존 구간 폐지[2]
- 2018년 11월 29일 : 만음현하로로 명명

## 주요 경유지
경상북도
- 안동시 (길안면 · 임하면)

## 노선
| 이름             | 접속 노선                       | 소재지 | 소재지 | 비고                                       |
| ---------------- | ------------------------------- | ------ | ------ | ------------------------------------------ |
| 동안동 나들목    | 30호선 서산영덕고속도로         | 안동시 | 길안면 | 고속도로 진입로                            |
| 개곡천교         |                                 | 안동시 | 길안면 | 고속도로 진입로                            |
| 동안동 요금소    |                                 | 안동시 | 길안면 | 고속도로 진입로                            |
| 동안동1 교차로   | 국도 제35호선 (충효로)          | 안동시 | 길안면 | 국도 제35호선 구간                         |
| 길안마을1 교차로 | 충효로                          | 안동시 | 길안면 | 국도 제35호선 구간 길안마을2 교차로와 연결 |
| 천지교 현하2교   |                                 | 안동시 | 길안면 | 국도 제35호선 구간                         |
| 골삽실 교차로    | 충효로 골삽실길                 | 안동시 | 길안면 | 국도 제35호선 구간                         |
| 오대 교차로      | 국도 제35호선 (충효로) 원오대길 | 안동시 | 임하면 | 국도 제35호선 구간                         |